# Атлетика на Летњим олимпијским играма 1948.
Атлетска такмичења на 14. Летњим олимпијским играма 1948. године одржавана су на Вембли стадиону у Лондону од 30. до 7. августа 1948.
Учествовало је 745 такмичара 607 мушкараца и 144 жене из 53 земље. Такмичило се у 33 дисциплине, од којих су 24 биле мушке, а 9 женских дисциплина. Нове 4 дисциплине у односу на последње игре 1936. биле су 10 км брзо ходање у мушкој (дисциплина враћена у програм после 24 године) и 200 м, бацање кугле и скок удаљ у женској конкуренцији.
Атлетски резултати били су у просеку нешто слабији од резултата ранијих олимпијских игара, вероватно и због лоших временских прилика (кише). Није било светских рекорда. Постигнуто је 16 олимпијских рекорда 10 у мушким и 6 у женским дисциплинама.
Највише успеха у мушкој конкуренцији имали су представници САД, а код жена представнице Холандије. Најуспешни укупном пласману били се представници САД са 27 медаља, од тога са 12 златних, 5 сребрних и 10 бронзаних медаља.
Најуспепнији појединац била је представница Холандије Фани Бланкерс-Кун са четири златне медаље у све четири тркачке дисциплине у женској конкуренцији.
Најмлађи учесник игара била је америчка спринтерка на 200 м Меј Фагс са 16 година и 118 дана, а најстарији британски ходач, освајач бронзане медаље у ходању на 50 км Тебс Лојд-Џонсон са 48 год, и 116 дана. који је за сада (јануар 2012.) најстарији спортиста који је у атлетским такмичењима на Олимпијским играма стајао на победничком постољу.

## Земље учеснице
Због свежих успомена на недавно завршени светски рат Немачка и Јапан нису позване да учествују на олимпијским играма.
- Аргентина (24)
- Аустралија (18)
- Аустрија (15)
- Белгија (18)
- Бермуди (6)
- Бразил (12)
- Британска Гвајана (1)
- Бурма (1)
- Цејлон (3)
- Канада (21+7)
- Чехословачка (11)
- Чиле (15)
- Кина (3)
- Колумбија (2)
- Јужна Кореја (9)
- Куба (3)
- Данска (16)
- Египат (2)
- Филипини (1)
- Финска (36)
- Француска (65)
- Грчка (16)
- Уједињено Краљевство (79)
- Холандија (22)
- Јамајка (10)
- Индија (8)
- Исланд (11)
- Ирак (2)
- Ирска (10)
- Италија (25)
- Југославија (15)
- Јужна Африка (6)
- Лихтенштајн (2)
- Луксембург (6)
- Малта (1)
- Мексико (5)
- Мађарска (12)
- Норвешка (20)
- Нови Зеланд (3)
- Пакистан (5)
- Панама (1)
- Пољска (7)
- Перу (9)
- Португалија (4)
- Порторико (4)
- Сингапур (1)
- Шпанија (7)
- Шведска (59)
- Швајцарска (20)
- Тринидад и Тобаго (3)
- Турска (13)
- САД (76)
- Уругвај (5)

Осам учесника је први пут учествовало на атлетским такмичењима:
- 3 суверене земље: Ирак, Панама и Уругвај
- 5 британских доминиона, Бермуди, Британска Гвајана, Сингапур и Тринидад и Тобаго
- Порторико (био у саставу САД)

Држане настале после Другог светског рата: Бурма, Јужна Кореја, Пакистан и Цејлон
Земље повратнице Куба, Шпанија и Турска које се нису такмичиле у атлетици од игара 1928.
Ирска је обновила чланство у ИААФ
Земље са последњих игара које нису дошле у Лондон. Авганистан, Бугарска и Румунија, а Естонија и Летонија су укључене у Совјетски Савез (заједно са Литнанијом која се самостално такмичила само једном 1928.

## Освајачи медаља

### Мушкарци
| Дисциплина               |                                                          | Резултат   |                                                                                      | Резултат |                                                                               | Резултат |
| 100 м детаљи             | Харисон Дилард САД                                       | 10,3 =ОР   | Барни Јуел САД                                                                       | 10,4     | Лојд Лабич · Панама                                                           | 10,6     |
| 200 м детаљи             | Мел Патон САД                                            | 21,1       | Барни Јуел САД                                                                       | 21,1     | Лојд Лабич · Панама                                                           | 21,2     |
| 400 м детаљи             | Артур Винт Јамајка                                       | 46,2 =ОР   | Херб Макенли Јамајка                                                                 | 46,4     | Мал Витфилд САД                                                               | 46,9     |
| 800 м детаљи             | Мал Витфилд САД                                          | 1:49,2 ОР  | Артур Винт Јамајка                                                                   | 1:49,5   | Марсел Ансен · Француска                                                      | 1:49,8   |
| 1.500 м детаљи           | Хенри Ериксон · Шведска                                  | 3:49,8     | Ленарт Странд · Шведска                                                              | 3:50,4   | Вим Слајкхојс · Холандија                                                     | 3:50,4   |
| 5.000 м детаљи           | Гастон Рајф · Белгија                                    | 14:17,6 ОР | Емил Затопек · Чехословачка                                                          | 14:17,8  | Вим Слајкхојс · Холандија                                                     | 14:26,8  |
| 10.000 м детаљи          | Емил Затопек · Чехословачка                              | 29:59,6 ОР | Ален Мимун · Француска                                                               | 30:47,4  | Бертил Албертсон · Шведска                                                    | 30:53,6  |
| 110 м препоне детаљи     | Вилијам Портер САД                                       | 13,9 ОР    | Клајд Скот САД                                                                       | 14,1     | Крејг Диксон САД                                                              | 14,1     |
| 400 м препоне детаљи     | Рој Кокран САД                                           | 51,1 ОР    | Данкан Вајт Цејлон                                                                   | 51,8     | Руне Ларсон · Шведска                                                         | 52,2     |
| 3000 м препреке детаљи   | Торе Шестранд · Шведска                                  | 9:04,6     | Ерик Елмсетер · Шведска                                                              | 9:08,2   | Гете Хагстрем · Шведска                                                       | 9:11,8   |
| 4 х 100 м штафета детаљи | САД Барни Јуел Лорензо Рајт Харисон Дилард Мел Патон     | 40,6       | Уједињено Краљевство · Џон Арчер · Џон Грегори · Alistair McCorquodale · Кенет Џоунс | 41,3     | Италија · Микеле Тито · Енрико Перукони · Антонио Сиди · Карло Монти          | 41,5     |
| 4 х 400 м штафета детаљи | САД Рој Кокран Cliff Bourland Arthur Harnden Мал Витфилд | 3:10,4     | Француска · Жан Керебел · Francis Schewetta · Robert Chef D'Hotel · Жак Лунис        | 3:14,8   | Шведска · Курт Лундквист · Lars-Erik Wolfbrandt · Folke Alnevik · Руне Ларсон | 3:16,0   |
| Маратон детаљи           | Делфо Кабрера · Аргентина                                | 2:34,52    | Томас Ричардс · Уједињено Краљевство                                                 | 2:35.08  | Етјен Гаји · Белгија                                                          | 2:35.54  |
| 10 км ходање детаљи      | Џон Мајклсон · Шведска                                   | 45:13,2 ОР | Ингемар Јохансон · Шведска                                                           | 45:43,8  | Фриц Шваб · Швајцарска                                                        | 46:00,2  |
| 50 км ходање детаљи      | Јон Јунгрен · Шведска                                    | 4:41:52    | Гастон Годел · Швајцарска                                                            | 4:48:17  | Тебс Лојд Џонсон · Уједињено Краљевство                                       | 4:48:31  |
| Скок увис детаљи         | Џон Винтер · Аустралија                                  | 1,98       | Бјерн Паулсон · Норвешка                                                             | 1,95     | Џорџ Станич САД                                                               | 1,95     |
| Скок мотком детаљи       | Гвин Смит САД                                            | 4,30       | Ерки Катаја · Финска                                                                 | 4,20     | Роберт Ричардс САД                                                            | 4,20     |
| Скок удаљ детаљи         | Вили Стил САД                                            | 7,825      | Тео Брус · Аустралија                                                                | 7,555    | Херб Даглас САД                                                               | 7,545    |
| Троскок детаљи           | Арне Оман · Шведска                                      | 15,40 НР   | Џорџ Ејвери · Аустралија                                                             | 15,365   | Рухи Саријалп · Турска                                                        | 15,025   |
| Бацање кугле детаљи      | Вилбур Томпсон САД                                       | 17,12 ОР   | Џим Делејни САД                                                                      | 16,68    | Џим Фухс САД                                                                  | 16,42    |
| Бацање диска детаљи      | Адолфо Конселини · Италија                               | 52,48 ОР   | Ђузепе Този · Италија                                                                | 51,78    | Форчун Гордијен САД                                                           | 50,77    |
| Бацање кладива детаљи    | Имре Немет Мађарска                                      | 56,07      | Иван Губијан · Југославија                                                           | 54,27    | Боб Бенет САД                                                                 | 53,73    |
| Бацање копља детаљи      | Тапио Раутевара · Финска                                 | 69,77      | Стив Симор САД                                                                       | 67,56    | Јожеф Варсеги Мађарска                                                        | 67,03    |
| Десетобој детаљи         | Роберт Матајас САД                                       | 7.139      | Ињас Енриш · Француска                                                               | 6.974    | Флојд Симонс САД                                                              | 6.950    |

### Жене
| Дисциплина               | | Резултат |                                                                          | Резултат |                                                              | Резултат |
| 100 м детаљи             | Фани Бланкерс-Кун · Холандија                                                                          | 11,9     | Дороти Манли · Уједињено Краљевство                                      | 12,2     | Ширли Стрикланд · Аустралија                                 | 12,2     |
| 200 м детаљи             | Фани Бланкерс-Кун · Холандија                                                                          | 24,4 ОР  | Одри Вилијамсон · Уједињено Краљевство                                   | 25,1     | Одри Патерсон САД                                            | 25,2     |
| 80 м препоне детаљи      | Фани Бланкерс-Кун · Холандија                                                                          | 11,2 ОР  | Морин Гарднер · Уједињено Краљевство                                     | 11,2 ОР  | Ширли Штрикланд · Аустралија                                 | 11,4     |
| 4 х 100 м штафета детаљи | Холандија · Ксенија Стад де Јонг · Нети Вицирс-Тимер · Гареда ван дер Каде-Каудајс · Фани Бланкерс-Кун | 47,5     | Аустралија · Ширли Стрикланд · Џун Мастон · Елизабет Макинон · Џојс Кинг | 47,6     | Канада Вајола Мајерс Нанси Макеј Дајана Фостер Патриша Џоунс | 47,8     |
| Скок увис детаљи         | Алис Коучман САД                                                                                       | 1,68 ОР  | Дороти Тајлер · Уједињено Краљевство                                     | 1,68 ОР  | Мишлен Остермер · Француска                                  | 1,61     |
| Скок удаљ детаљи         | Олга Ђармати Мађарска                                                                                  | 5,695 ОР | Ноеми де Портела · Аргентина                                             | 5,600    | Ан-Брит Лејман · Шведска                                     | 5,575    |
| Бацање кугле детаљи      | Мишлен Остермер · Француска                                                                            | 13,75 ОР | Амелија Пичинини · Италија                                               | 13,09    | Ина Шефер · Аустрија                                         | 13,08    |
| Бацање диска детаљи      | Мишлен Остермер · Француска                                                                            | 41,92    | Едера Ђентиле · Италија                                                  | 41,17    | Жаклин Мазеас · Француска                                    | 40,47    |
| Бацање копља Детаљи      | Херма Баума · Аустрија                                                                                 | 45,57 ОР | Каиса Парвијаинен · Финска                                               | 43,79    | Лили Карлстет · Данска                                       | 42,08    |

## Биланс медаља
| Медаље земље домаћина |

|     | Земља                |    |    |    |    |
| --- | -------------------- | -- | -- | -- | -- |
| 1.  | САД                  | 11 | 5  | 9  | 25 |
| 2.  | Шведска              | 5  | 3  | 4  | 12 |
| 3.  | Аустралија           | 1  | 2  | 0  | 3  |
| 3.  | Јамајка              | 1  | 2  | 0  | 3  |
| 5.  | Чехословачка         | 1  | 1  | 0  | 2  |
| 5.  | Финска               | 1  | 1  | 0  | 2  |
| 7.  | Белгија              | 1  | 0  | 1  | 2  |
| 7.  | Италија              | 1  | 0  | 1  | 2  |
| 7.  | Мађарска             | 1  | 0  | 1  | 2  |
| 10. | Аргентина            | 1  | 0  | 0  | 1  |
| 11. | Француска            | 0  | 3  | 1  | 4  |
| 12. | Уједињено Краљевство | 0  | 2  | 1  | 3  |
| 13. | Швајцарска           | 0  | 1  | 1  | 2  |
| 14. | Цејлон               | 0  | 1  | 0  | 1  |
| 14. | Југославија          | 0  | 1  | 0  | 1  |
| 14. | Норвешка             | 0  | 1  | 0  | 1  |
| 17. | { Холандија          | 0  | 0  | 2  | 2  |
| 17. | Панама               | 0  | 0  | 2  | 2  |
| 19. | Турска               | 0  | 0  | 1  | 1  |
|     | Укупно (19)          | 24 | 24 | 24 | 72 |

|     | Земља                |   |   |   |    |
| --- | -------------------- | - | - | - | -- |
| 1.  | Холандија            | 4 | 0 | 0 | 4  |
| 2.  | Француска            | 2 | 0 | 2 | 4  |
| 3.  | Аустрија             | 1 | 0 | 1 | 2  |
| 3.  | САД                  | 1 | 0 | 1 | 2  |
| 5.  | Мађарска             | 1 | 0 | 0 | 1  |
| 6.  | Уједињено Краљевство | 0 | 4 | 0 | 4  |
| 7.  | Италија              | 0 | 2 | 0 | 2  |
| 8.  | Аустралија           | 0 | 1 | 2 | 3  |
| 9.  | Аргентина            | 0 | 1 | 0 | 1  |
| 9.  | Финска               | 0 | 1 | 0 | 1  |
| 11. | Шведска              | 0 | 0 | 1 | 1  |
| 11. | Данска               | 0 | 0 | 1 | 1  |
| 11. | Италија              | 0 | 0 | 1 | 1  |
|     | Укупно (13)          | 9 | 9 | 9 | 27 |

### Биланс медаља у атлетици, укупно
|     | Земља                |    |    |    |    |
| --- | -------------------- | -- | -- | -- | -- |
| 1.  | САД                  | 12 | 5  | 10 | 27 |
| 2.  | Шведска              | 5  | 3  | 5  | 13 |
| 3.  | Холандија            | 4  | 0  | 2  | 6  |
| 4.  | Француска            | 2  | 3  | 3  | 8  |
| 5.  | Мађарска             | 2  | 0  | 1  | 3  |
| 6.  | Аустралија           | 1  | 3  | 2  | 6  |
| 7.  | Италија              | 1  | 3  | 1  | 5  |
| 8.  | Финска               | 1  | 2  | 0  | 3  |
| 8.  | Јамајка              | 1  | 2  | 0  | 3  |
| 10. | Аргентина            | 1  | 1  | 0  | 2  |
| 10. | Чехословачка         | 1  | 1  | 0  | 2  |
| 12  | Аустрија             | 1  | 0  | 1  | 2  |
| 12  | Белгија              | 1  | 0  | 1  | 2  |
| 14. | Уједињено Краљевство | 0  | 6  | 2  | 8  |
| 15. | Швајцарска           | 0  | 1  | 1  | 2  |
| 16. | Цејлон               | 0  | 1  | 0  | 1  |
| 16. | Норвешка             | 0  | 1  | 0  | 1  |
| 16. | Југославија          | 0  | 1  | 0  | 1  |
| 19. | Панама               | 0  | 0  | 2  | 2  |
| 20. | Канада               | 0  | 0  | 1  | 1  |
| 20. | Данска               | 0  | 0  | 1  | 1  |
| 20. | Турска               | 0  | 0  | 1  | 1  |
|     | Укупоно (22)         | 33 | 33 | 33 | 99 |